# Осовинская степь
Осовинская степь (укр. Осовинський степ, крымскотат. Osovinı çölü, Осовины чёлю) — ландшафтный заказник, расположенный на территории Ленинского района (Крым).

## История
Заказник создан постановлением Верховной рады Автономной Республики Крым от 21.12.2011 № 643-6/11 «О расширении и упорядочении сети территорий и объектов природно-заповедного фонда в Автономной Республике Крым».
Является государственным природным заказником регионального значения, согласно распоряжению Совета министров Республики Крым от 5.2.2015 № 69-р «Об утверждении Перечня особо охраняемых природных территорий регионального значения Республики Крым».

## Описание
Заказник создан с целью сохранения, возобновления и рационального использования типичных и уникальных природных комплексов. На территории заказника запрещается или ограничивается любая деятельность, если она противоречит целям его создания или причиняет вред природным комплексам и их компонентам.
Заказник расположен на северо-востоке Керченского полуострова — севернее села Осовины — на территории Войковского и Глазовского сельских поселений за границами населённых пунктов. Состоит из 5 раздельных участков.
Ближайший населённый пункт — село Осовины, город — Керчь.

## Природа
Природа заказника представлена целинной степью.